# 小西政秀
小西 政秀（こにし まさひで、1936年（昭和11年） - 2025年（令和7年）4月20日 ）は、日本の実業家。現在、医療法人や清掃業者、建設会社、食品製造会社などを傘下に置く北武グループ代表・HOKUBU記念絵画館オーナー。樺太（現サハリン州）豊原町生まれ。

## 経歴
- 北海道札幌月寒高等学校卒業。
- 1960年北海学園大学経済学部卒業。
- 札幌商工会議所で勤める傍ら、1968年に丸秀小西商事を設立。
- 1976年札幌商工会議所の総務部長代理を以って退職し、丸秀小西商事に入社。同年、同社を北武総業と商号変更し、代表取締役社長に就任。
- 1980年2月に北武コンサルタントを設立。
- 1982年12月に医療法人北武会を立ち上げ、北都病院を開院。
- 1986年7月には医療法人北武会野口病院を開院。
- 1987年11月に北武農園を開園。
- 1994年5月に医療法人北武会介護老人保健施設ほくとを開設。
- 1995年に社会福祉法人秀寿会を立ち上げ、特別養護老人ホーム秀寿園を開園。
- 1996年4月に小西が絵画収集に興味を持ち、30歳過ぎから集め、明治から昭和初めの木版画や明治以降の日本画家の洋画を収集し、1400点にも上る。収集作品を展示したHOKUBU記念絵画館を落成開館。
- 1999年8月に井関食品に経営参加し、翌年1月北武フーズに商号変更、傘下に収め、同社代表取締役社長にも就任。
- 2000年より札幌商工会議所付属専門学校および小樽短期大学英語・経営実務科の非常勤講師（2006年まで）
- 2003年12月に札幌市産業経済功労者授彰。

## エピソード
- 1976年から4年間、社長を務める傍ら、園田直の私設秘書も務めたという。

## 著書
- 梶田博昭と共著『競存共栄の資本論 ― 理想社会をデザインする』（地域メディア研究所, 2012年）